# Serixia salomonum
Serixia salomonum là một loài bọ cánh cứng trong họ Cerambycidae.